# کورنچری
کورنچری (مالایالامی: കോഴഞ്ചേരി) شهری در بخش پاتانامتیتا در ایالت کرالا هند است. مطابق آمار سال ۲۰۲۲ این شهر ۴۳۳٬۳۵۷ نفر جمعیت در ۹۲٬۸۲۵ خانوار دارد.
این منطقه خاک بسیار حاصلخیزی دارد و از محصولاتش می‌توان به تاپیوکا، نارگیل، کائوچو، فلفل سیاه، نیشکر، تره‌بار و انواع ادویه اشاره کرد.
این شهر ۳ بیمارستان دارد نزدیک‌ترین فرودگاه‌ها به آن فرودگاه بین‌المللی کوچین (۱۲۳٫۶ کیلومتر) و فرودگاه بین‌المللی تریواندروم (۱۱۸٫۵ کیلومتر) هستند.